# Hulwan
|  | Aquest article tracta sobre la ciutat de Pèrsia. Si cerqueu ciutat d'Egipte, vegeu «Helwan». |

Hulwan fou una antiga ciutat de Pèrsia propera a Kermansah, a les muntanyes Zagros, a l'entrada del congost de Paytak, en la ruta cap al Gran Khorasan. Correspon al modern poblet de Sarpul-i Dhuhab a 33 km al sud-est de Qasr-i Xirin. Al lloc de la ciutat va sorgir més endavant un llogaret que correspon al modern poble de Sarpul-i Dhuhab. Durant el període assiri la ciutat fou coneguda com a Khalmanu. Una tradició posterior dels àrabs diu que fou fundada pel rei sassànida Cobades I (488-497 i 499-531), però no hi ha dubte que és molt anterior, i Cobades només devia fundar l'oficina cadastral que hi va existir fins a la conquesta àrab. Després de la batalla d'al-Qadisiyya (637) la cort sassànida va evacuar Ctesifont i el rei Isdigerdes III (633-649) es va refugiar breument a Hulwan, per després continuar la seva fugida cap a l'est. Els àrabs la van ocupar el 638. La ciutat estava rodejada de muralles i tenia 8 portes d'accés; al centre hi havia un antic castell on es va construir la mesquita i on els jueus tenien també una sinagoga. El 991 el buwàyhida Baha al-Dawla en va donar el govern al cap kurd Abu l-Fath Muhammad ibn Annaz, que va estendre els seus dominis i va fundar la dinastia annàzida. El 1006 va ser ocupada per Badr ibn Hasanwayh (de la dinastia hasanwàyhida) però vers el 1007 la va recuperar i encara que per un temps fou vassall dels hasanwàyhides, la nissaga va continuar; a la mort de Abu l-Fath el 1010 els dominis es van repartir, continuant a Hulwan el fill Hisam al-Din Abu l-Shawk Faris. Toghril Beg I va enviar al seu germanastre Ibrahim Inal a la zona el 1046 i la ciutat fou ocupada i destruïda el 1046; un terratrèmol el 1049 va completar la destrucció. El domini annàzida a la zona va durar fins al segle xii i llavors va passar a la dinastia kurshídida de Lur-i Kučik.